# Château du Bois Cuillé
Le château du Bois Cuillé est un château français situé à Cuillé, dans le département de la Mayenne et la région des Pays de la Loire. Il est situé à 1 kilomètre du bourg, sur la route de Cossé-le-Vivien à La Guerche-de-Bretagne.

## Désignation
- La terre et châtellenie du Bois de Cuillé, 1674.
- Le château du Bois de Cuillé, 1680.
- La terre et seigneurie du Bois de Cuillé, 1685 (Généalogie de Farcy).
- Le château de Cuillé, 1750, 1780 (Titres de la fabrique).
- Château appelé communément dans le pays la Maison du Bois de Cuillé, 1791 (Revue du Maine, t. XXIII, p. 79).
- La carte de Cassini indique le château de Cuillé avec un vaste parc muré, moitié en jardins, moitié en bois, rectangulaire sur trois côtés et formant un angle saillant vers l'Est.

## Histoire
Le titre de fondateur de l'église appartenait à la seigneurie, qui était vassale de la Baronnie de Pouancé avec la seigneurie de la Rivière et le fief Caulty, qui lui étaient unis. De cet ancien état de choses il ne reste rien. Une habitation bourgeoise remplace l'ancien château et ses splendides dépendances. 
Le château au XVIIIe siècle se composait d'un vaste corps de bâtiment de 142 pieds de long, ayant sa façade au midi, flanqué à l'Est d'une aile de 100 pieds, et à l'Ouest de la chapelle, beaucoup moins vaste. 
Demay, ministre protestant à Chauvigny, vint baptiser au château de Cuillé un fils de Charles de Farcy, en 1671.
Les bénéfices de Lourzay et de Bizé, les prestimonies du Petit-Rocher et de la Cheminée, primitivement desservis dans l'église paroissiale et qui étaient à la présentation des seigneurs du Bois-de-Cuillé, furent transférés au château par ordonnance épiscopale du 23 mai 1705.

## Seigneurie de Cuillé
La seigneurie de Cuillé, qui était certainement annexée au Bois-de-Cuillé au XVIIe siècle, semble avoir dépendu précédemment de la Roberie de Gennes. Catherine du Guesclin, dame de la Roberie, femme de Charles de Rohan, est dite dame de Cuillé en 1405. 
Ce n'est pourtant pas au même titre que Guillaume Vachereau est qualifié également seigneur de Cuillé en 1523 et 1534. Depuis cette époque, Cuillé ne se distingue plus du Bois-de-Cuillé. La terre était estimée d'un revenu de 9 000 ₶ en 1674 et compta pour 100 000 ₶ dans le partage d'Annibal-Auguste et de Charles de Farcy en 1703. 

## Révolution française
Jacques Gabriel Annibal de Farcy fut nommé à l'unanimité président de l'assemblée primaire de Cuillé. Dès le 8 novembre 1790, les gardes nationales de Bais et de Gennes-sur-Seiche se portèrent à Cuillé pour effacer dans l'église les armoiries seigneuriales, et de là au château pour la même opération et dans l'intention d'enlever deux petits canons. Après le pillage et l'incendie de son château, par des incendiaires venus de Bais et de Gennes qui voulurent punir les habitants de Cuillé de leur attitude aristocrate, il se retira à Rennes où il vécut ignoré pendant Révolution française. La municipalité voulut bien donner à Jacques Gabriel Annibal de Farcy un certificat de patriotisme et le faire exempter de cet affront.
Mais le 25 juin 1791, jour de foire à Cuillé, des rumeurs circulèrent dès le matin dans la foule et firent pressentir que les incendiaires qui, quelques jours auparavant, avaient brûlé le Château de Martigné, préparaient le même sort à celui de Cuillé M. de Farcy était absent à l'époque de l'incendie, mais se trouvant au Bois-de-Cuillé le 18 janvier 1792, deux individus vinrent le braver jusque chez lui, disant qu'ils étaient tous égaux et le frappèrent même de deux coups de bâton.

## Chapelle
La chapelle fut bénite le 18 octobre 1723, « sous le titre et invocation de Saint-Jean-Baptiste ». 

## Sources et bibliographie
- « Château du Bois Cuillé », dans Alphonse-Victor Angot et Ferdinand Gaugain, Dictionnaire historique, topographique et biographique de la Mayenne, Laval, A. Goupil, 1900-1910 [détail des éditions] (BNF 34106789, présentation en ligne)